# Marcelle Ranson-Hervé
Marcelle Ranson-Hervé (10 de octubre de 1929 - 3 de abril de 2020) fue una actriz francesa.

## Biografía
Ranson-Hervé nació en Marsella. Su padre, Louis Rançon, era director de orquesta y dirigía músicos como Annie Cordy, Bourvil y Georges Guétary. Su abuelo, Anthonin Rançon, dirigió una sala de cine en Auriol, donde se encontraba Fernandel. 
Ranson-Hervé ingresó al Conservatorio de París en 1949, y estaba en una clase de graduación junto a Jean Rochefort y Jean-Paul Belmondo. Tuvo una larga carrera como actriz y dio clases de música en el Conservatorio de Rosny-sous-Bois. 

## Muerte
Marcelle Ranson-Hervé murió el 3 de abril de 2020 en Marsella a la edad de 90 años debido al COVID-19. 

## Filmografía

### Cine
- Une gueule comme la mienne (1960)
- Croesus (1960)
- Les Mauvais Coups (1960)
- Les Arnaud (1967)
- Mourir d'aimer (1970)
- Now Where Did the 7th Company Get to? (1973)
- Robert et Robert (1978)
- La Gueule de l'autre (1979)

### Televisión
- Les Cing Dernières Minutes (1958)
- Macbeth (1959)
- Belphegor, or Phantom of the Louvre (1965)
- L'Homme qui rit (1972)
- Au théâtre ce soir (1972–1981)
- Joseph Balsamo (1973)
- Les Folies Offenbach 3 (1977)[2]